# Sampha
Sampha, celým jménem Sampha Lahai Sisay, (* 16. listopadu 1988 Londýn) je anglický zpěvák. Narodil se rodičům, kteří do Spojeného království přišli v osmdesátých letech ze Sierra Leone. Své první EP nazvané Sundanza vydal roku 2010. Druhé, které dostalo název Dual, následovalo o tři roky později. Svou první dlouhohrající desku Process vydal v únoru 2017. Za album získal cenu Mercury Prize. Během své kariéry spolupracoval i s dalšími hudebníky, mezi něž patří například Jessie Ware, Kanye West a Drake.